# 2021年捷克議會選舉
2021年捷克立法选举于2021年10月8日和9日举行。众议院200名议员将全部重选，由此产生的政府领导人将成为总理。選舉結果顯示右翼保守主义政党联盟“一起”获得最多选票，而执政党是的2011則以微弱多数的席位保持最大黨地位；選後“一起”表態無意與席位未能過半的執政黨合作，並宣布其將與得票第三多的“海盜與市長”組成席位過半的聯合政府。捷克主要左翼党派捷克社会民主党和捷克和摩拉维亚共产党均未获得大于5%的选票，从而未赢得众议院的任何席位。
自2017年选举以来，捷克共和国一直由总理安德烈·巴比什领导的是的2011和内政部长扬·哈马切克领导的社会民主党组成的少数派政府领导，并得到了共产党的支持。最大的反对党是公民民主党，其次是捷克海盗党。而巴比什曾表態要竞选连任。

## 选举制度
在以往的选举中，众议院的200名议员是从14个多议员选区中通过开放名单比例代表制选出的，选举门槛为5%。两党联盟的门槛提高到10%，三方联盟提高到15%，四方以上联盟提高到20%。席位分配采用洪德法。选民最多可以对名单上的四名候选人投优先票。获得5%以上选民的优先票的候选人被移到名单的最前面；超过一名候选人获得5%以上优先票的，按得票顺序排列。
预计2021年的选举将采用相同的选举制度进行，但2021年2月2日，宪法法院就市长和独立人士、基民盟－人民党和TOP 09的一组参议员提出的申诉作出裁决，认为选举制度不相称，有利于较大的政党。申诉的重点是洪德法、将国家划分为14个选区以及提高联盟的选举门槛。宪法法院于2021年2月3日公布判决，将联盟门槛定为5%，并删除了一些有关席位分配的规定。新规定必须在选举前付诸实施。

## 背景
根据捷克共和国宪法，众议院即议会下院的选举必须每四年举行一次。政府对众议院负责，只有在议会多数议员信任的情况下才能继续执政。《宪法》第19（1）条规定，捷克共和国任何有选举权的21岁公民都有资格担任议员。
是的2011在2017年立法选举中成为最大党，并组建了少数党政府，随后在2018年1月16日的信任投票中失利。该党随后在共产党的支持下，与社会民主党组成联合政府。安德烈·巴比什成为新总理。
公民民主党成为第二大党和主要反对党，以微弱优势领先海盗党。

### 2018年参议院和市政选举
2018年，选民在81名参议员中改选27名，并选出约61,900名地方议会议员。公民民主党赢得了参议院选举，共当选10名参议员。是的2011赢得了大多数地区城市的市政选举，公民民主党仅在布拉格获得第一名。

### 2020年参议院和地区选举
2020年10月，选民在国内除布拉格的13个选区共选举出675名地区议员，并随后组成地区政府。是的2011以21.8%的得票率赢得了选举，但其盟友则大败。执政党在参议院选举中遭遇惨败，而市长和独立人士在公民民主党之前赢得了选举。

### 政党联盟
在这些选举之后，反对党开始就潜在的选举联盟进行谈判。据推测，将形成两个选举集团：一个由公民民主党领导的保守主义集团，也将包括基民盟－人民党和TOP 09，以佩特尔·菲亚拉为领导人；一个由海盗党、市长和独立人士组成的自由主义集团，以伊万·巴尔托什为领导人。
公民民主党领导层同意于2020年10月25日结成联盟，两天后签署备忘录。2020年10月27日，佩特尔·菲亚拉、Marian Jurečka和Markéta Adamová宣布公民民主党、基民盟－人民党和TOP 09将为下一届立法选举结成选举联盟，公民民主党领导人菲亚拉将是联盟的总理候选人。2020年11月11日，各党派达成一致，公民民主党将提名九个州的选举名单领导人，基民盟－人民党参选三个州，TOP 09参选两个州。联盟的名称被宣布为一起。佩特尔·菲亚拉于2020年12月16日被确认为联盟的总理候选人。
市长和独立人士的领导层同意在2020年10月8日开始谈判。海盗党被要求批准任何联盟都需要在成员国进行全民公决。2020年10月20日的一项民意调查显示，51%的海盗党成员反对联盟，43%的人支持联盟。开始联盟谈判的全民公决原定于2020年11月13日至16日举行，后改为2020年11月20日至23日举行。海盗党成员共有858人投票，其中有695人投票赞成开始联盟谈判，投票率为80%。伊万·巴尔托什于2020年11月25日被提名为海盗党选举领导人，并于2020年12月2日得到确认。海盗党还向绿党提供了加入其选举联盟的可能性。伊万·巴尔托什于2020年12月14日被确认为联盟的选举领袖。海盗党成员于2021年1月13日投票批准了联盟。
2020年12月28日，捷克总统米洛什·泽曼宣布2021年10月8日和9日为选举日期。
捷克社会民主党于2021年1月开始谈判组建第三个选举集团，与绿党和一些地区政党就组建左翼选举联盟进行谈判。绿党表示，加入联盟的条件是这些政党在选举后不会与是的2011组建政府联盟。
2021年初，三色公民运动开始与自由公民党、捷克共和国自由产权人党和其他小党派就可能的右翼联盟进行谈判。2021年3月5日，这三个政党确认成立了一个联盟，并表示，根据新的选举法，他们将以正式选举联盟或单一政党的形式参选。捷克共和国独立党不久后宣布支持这个联盟。2021年3月23日，三色公民运动领导人小瓦茨拉夫·克劳斯因个人原因辞去所有政治职务。祖扎娜·玛耶萝娃·扎赫拉德尼科娃成为该党代理领导人。
2021年3月23日，包括公民民主联盟、农业民主党、国家秩序党和民主绿党在内的一些小党派组成了一个联盟，称为未来联盟，Pavel Sehnal任领导人。

## 民意调查

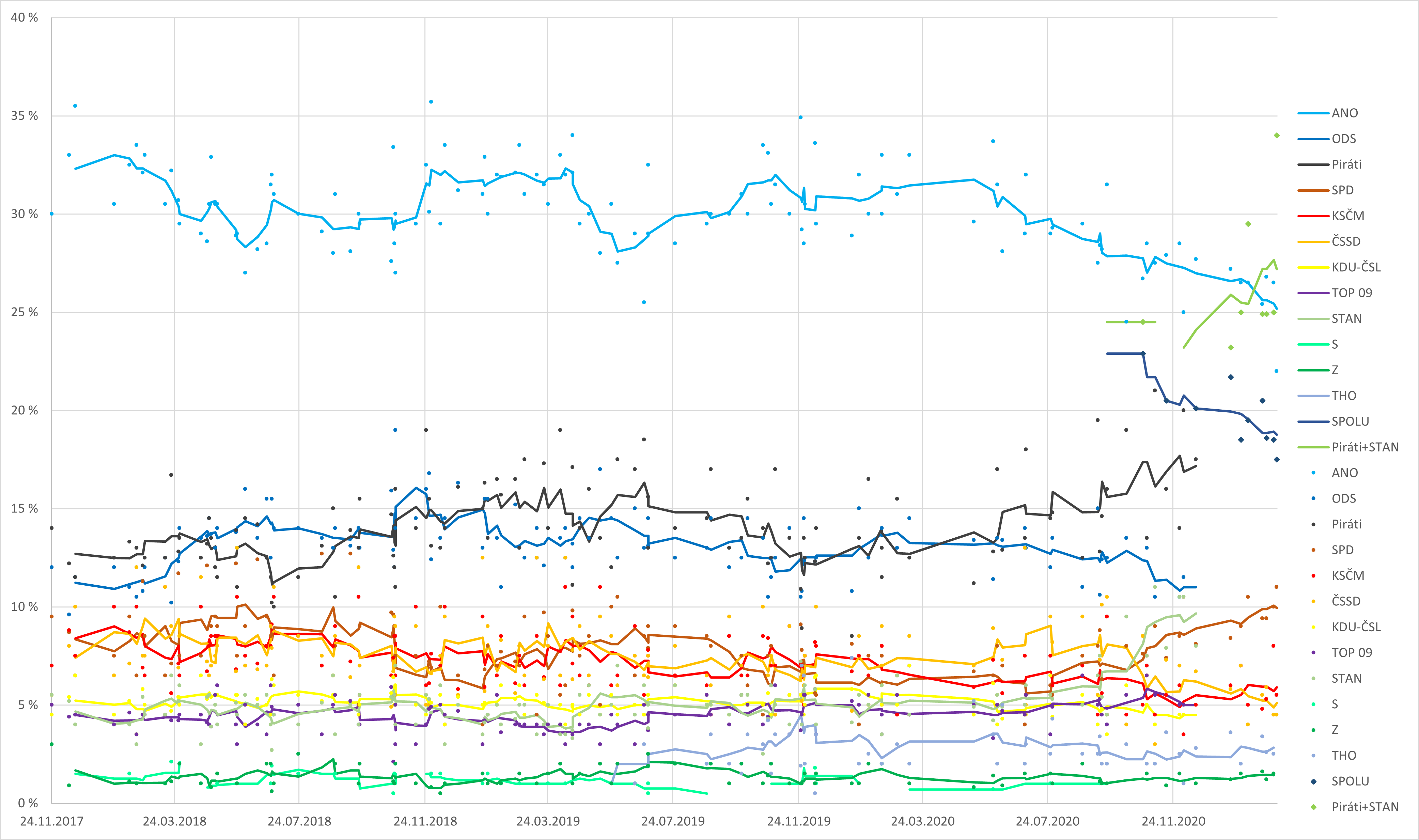
捷克各政党支持率变化趋势线（组建政党联盟后显示联盟支持率，不再显示单一成员政党支持率）

## 政党
下表列出2021年選舉后在众议院代表的政党。
| 名称 | 名称                                        | 主要意识形态                           | 领导人        | 2021年结果 | 2021年结果 |
| 名称 | 名称                                        | 主要意识形态                           | 领导人        | 得票率     | 席位       |
| ---- | ------------------------------------------- | -------------------------------------- | ------------- | ---------- | ---------- |
|      | 一起 - 公民民主党 - 基民盟－人民党 - TOP 09 | 自由保守主义、保守主义、基督教民主主义 | 彼得·菲亚拉   | 27.8%      | 71 / 200   |
|      | 是的2011                                    | 中间主义、民粹主义                     | 安德烈·巴比什 | 27.1%      | 72 / 200   |
|      | 海盗和市长 - 捷克海盗党 - 市長和獨立人士    | 海盗政治、自由主义                     | 伊万·巴尔托什 | 15.6%      | 37 / 200   |
|      | 自由和直接民主                              | 右翼民粹主义                           | 冈村富夫      | 9.6%       | 20 / 200   |

## 選舉結果
|                                                                             |                                   |           |       |        |      |        |
| 政黨                                                                        | 政黨                              | 得票      | %     | +/–    | 席次 | +/–    |
|                                                                             | 一起                              | 1,493,905 | 27.79 | +5.36  | 71   | +29    |
|                                                                             | 是的2011                          | 1,458,140 | 27.12 | -2.51  | 72   | -6     |
|                                                                             | 海盗和市长                        | 839,776   | 15.62 | -0.36  | 37   | +9     |
|                                                                             | 自由和直接民主                    | 513,910   | 9.56  | -1.08  | 20   | -2     |
|                                                                             | 誓言                              | 251,562   | 4.68  | –      | 0    | 新     |
|                                                                             | 捷克社會民主黨                    | 250,397   | 4.65  | -2.62  | 0    | -15    |
|                                                                             | 捷克和摩拉维亚共产党              | 193,817   | 3.60  | -4.16  | 0    | -15    |
|                                                                             | 三色公民運動-Svobodní-Soukromníci | 148,463   | 2.76  | +1.20  | 0    | ±0     |
|                                                                             | Free Bloc                         | 71,587    | 1.33  | –      | 0    | ±0     |
|                                                                             | 綠黨                              | 53,343    | 0.99  | -0.47  | 0    | ±0     |
|                                                                             | 其它政黨合計                      | 100,190   | 1.86  | 不適用 | 0    | 不適用 |
| 有效票合計                                                                  | 有效票合計                        | 5,375,090 |       |        |      |        |
| 無效票或空白票                                                              | 無效票或空白票                    | 36,794    | –     | –      | –    | –      |
| 總計                                                                        | 總計                              | 5,411,884 | 100   | –      | 200  | 0      |
| 登記選民／投票率                                                            | 登記選民／投票率                  | 8,275,752 | 65.43 | –      | –    | –      |
| 來源：Volby （页面存档备份，存于）（結果）、 （页面存档备份，存于）（席次） |                                   |           |       |        |      |        |